# Bank of Guangzhou Tower
La Bank of Guangzhou Tower est un gratte-ciel de 268 mètres construit en 2012 à Canton en Chine